# Colombe aux yeux bleus
Columbina cyanopis
Espèce
Statut de conservation UICN

 CR C2a(i) : 
En danger critique
La Colombe aux yeux bleus (Columbina cyanopis) est une espèce d'oiseau appartenant à la famille des Columbidae.

## Description
Cet oiseau mesure environ 15 cm.
Le mâle a la tête, le cou, les couvertures alaires, les sus-caudales et la poitrine roussâtre pourpre. Les teintes sont plus lumineuses sur le bas de la poitrine, le ventre, les flancs, le dos et les scapulaires, tandis que les sous-caudales sont blanches. Le dessous des ailes présente des points bleus iridescents. Les iris sont bleus (d'où le nom spécifique) et les cercles oculaires gris. Le bec est gris à la base et noir à l'extrémité et les pattes sont roses.
La femelle est beaucoup plus pâle que le mâle, surtout au niveau des parties inférieures.

## Répartition
Cet oiseau peuple le sud du Cerrado au Brésil (présent notamment dans la Serra das Araras au Mato Grosso).
Cet oiseau est en danger critique d'extinction, aucun oiseau n'ayant été enregistré à l'état sauvage depuis 1941. Cependant, en 2016, une douzaine d'oiseaux ont été aperçus à Botumirim (Minas Gerais).

## Population et conservation
La Colombe aux yeux bleus est rare et menacée d'extinction par suite de la perte de son habitat, le cerrado.